# Cyriopagopus schioedtei
Cyriopagopus schioedtei é uma espécie de aranha pertencente à família Theraphosidae.